# Trail to Laredo
Trail to Laredo è un film del 1948 diretto da Ray Nazarro.
È un western statunitense con Charles Starrett, Jim Bannon, Smiley Burnette e Virginia Maxey. Fa parte della serie di film western della Columbia incentrati sul personaggio di Durango Kid.

## Produzione
Il film, diretto da Ray Nazarro su una sceneggiatura di Barry Shipman, fu prodotto da Colbert Clark per la Columbia Pictures e girato nel Providencia Ranch a Hollywood Hills, Los Angeles, California, dal 9 al 16 dicembre 1947. Smiley Burnette compose brani It's My Turn e The Yodeler. Tra gli altri compositori della colonna sonora vi sono Sammy Cahn, Saul Chaplin Ed McDermott e Don Roseland.

## Distribuzione
Il film fu distribuito negli Stati Uniti dal 12 agosto 1948 al cinema dalla Columbia Pictures.
Altre distribuzioni:
- in Brasile (Pista Sangrenta)
- nel Regno Unito (Sign of the Dagger)

## Promozione
Le tagline sono:
- HOT with a gun...TOPS with a tune!
- BULLETS AND BALLADS...as Durango and Smiley Ride!